# Thrinoxethus juani
Thrinoxethus juani är en mångfotingart som beskrevs av Vohland 1998. Thrinoxethus juani ingår i släktet Thrinoxethus och familjen Aphelidesmidae. Inga underarter finns listade i Catalogue of Life.